# Jackson Heights (Queens)

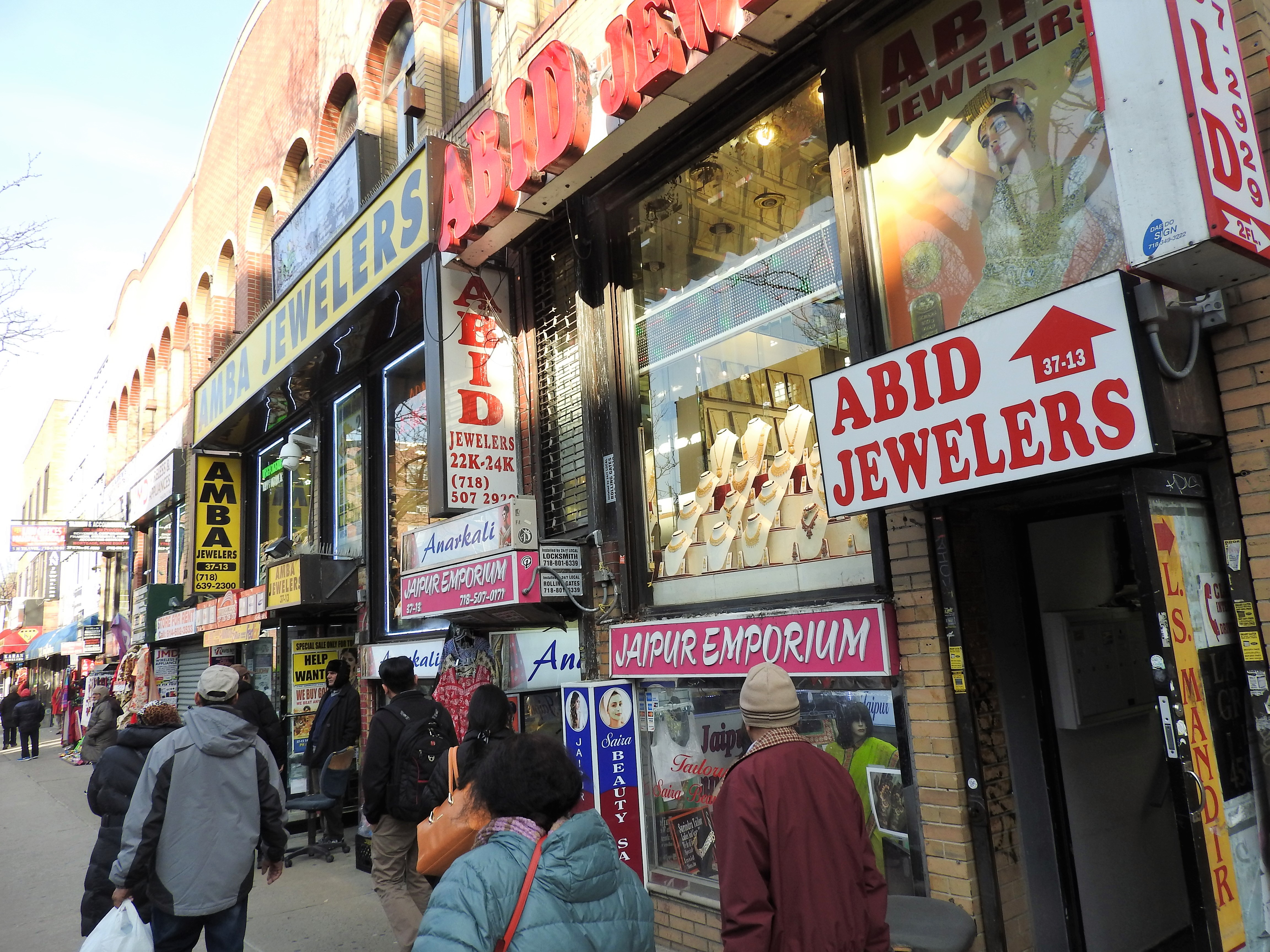
Geschäftsstraße Little India in Jackson Heights

Jackson Heights ist ein Viertel im nordwestlichen Teil von Queens (Borough) in New York City mit etwa 108.000 Einwohnern. Es ist ethnisch sehr divers mit Einwohnern hispanischer (57 %) und asiatischer (22 %) Herkunft. Als Spitznamen trägt es die Bezeichnung Little Colombia wegen vieler Gaststätten kolumbianischer Herkunft. Der Name geht zurück auf John C. Jackson, einen Nachfahren der ersten Familien in Queens, sowie height = Höhe.
Im Osten liegt North Corona, im Süden Elmhurst, im Westen Woodside, im Norden Astoria (Ditmars-Steinway) und East Elmhurst.
Erst 1909 kaufte Edward A. MacDougall für 3,8 Mio. $ eine bis dahin fast unbebaute Wiesengegend mit 132 ha und erschloss sie mit Gebäuden und typischen Gärten. Zuerst zogen viele Weiße dorthin, ab den 1960er Jahren waren es meist Hispanics.

## Persönlichkeiten
- Francis Stephen Ruddy (1937–2014), Diplomat und US-Botschafter in Äquatorialguinea
- Thom Christopher (1940–2024), Schauspieler
- Tommy Rettig (1941–1996), Schauspieler und Software-Entwickler
- Kevin Dobson (1943–2020), Schauspieler und Filmregisseur
- Shep Gordon (* 1945), Musikmanager, Künstleragent und Filmproduzent
- Susan Sarandon (* 1946), Schauspielerin
- Waddy Wachtel (* 1947), Musiker, Komponist und Produzent
- Ray Dalio (* 1949),  Hedgefonds-Manager
- Peter Anthony Libasci (* 1951), Geistlicher und römisch-katholischer Bischof von Manchester
- Coco Grayson (* 2000), Schauspielerin, Kinderdarstellerin und Synchronsprecherin
- Juan Merchan (* 1962), Richter des New York State Supreme Court